# Dawna kuźnica w Prądniku Korzkiewskim
Dawna kuźnica w Prądniku Korzkiewskim – obiekt znajdujący się w Prądniku Korzkiewskim, w powiecie krakowskim. 
Dawna kuźnica pochodząca z XVIII wieku aktualnie pełniąca funkcje budynku mieszkalnego, została wpisana do rejestru zabytków nieruchomych województwa małopolskiego.